# Eminem Presents the Re-Up
Eminem Presents the Re-Up é um álbum compilação do rapper americano Eminem, foi lançado oficialmente pela Shady Records no dia 5 de dezembro de 2006. 
The Re-Up é produzido pelo rapper Eminem que reúne vários artistas do estilo. O álbum contém vinte e três faixas, sendo que doze foram produzidas pelo próprio Eminem. Destaques para as canções "We Ride for Shady", "You Don't Know" e "Whatever You Want". O álbum traz músicas de Obie Trice, Bizarre, Kuniva, Proof, Swifty, Eminem, Mr. Porter (mais conhecido como Kon Artis), Stat Quo e os novos membros da Shady Records, Bobby Creekwater e Ca$his. Esse álbum era para ter sido um mixtape sendo lançado com edições limitadas, mas Eminem gostou tanto do projeto que decidiu expandir e torná-lo um álbum oficial. "The Re-Up" conta com produções do Alchemist também.

## História
"Eminem Presents the Re-Up" começou por ser um projeto de rua, um álbum não oficial, underground, com baixos valores de custos de produção, concebido para ajudar os novos artistas da Shady Records, como Stat Quo, Ca$his e Bobby Creekwater. Contudo, o que aconteceu foi que o "material era tão bom que as canções começaram a ser produzidas como para um disco normal",se disse Eminem.
"Em vez de colocarmos isto na rua como um produto caseiro, inacabado, pensei que deveríamos juntar mais canções, fazer um disco a sério e colocá-los nas lojas de discos para dar a estes artistas o lugar que merecem." 
O álbum tem produção executiva de Eminem, que também produz quase a totalidade das canções.
Uma mão cheia de temas foi entregue a The Alchemist, conhecido pelos seus trabalhos com Cypress Hill, Nas, Snoop Dogg, Mobb Deep e Jadakiss.
Todos os temas são inéditos e fazem a sua estreia oficial em "Eminem Presents: The Re-Up". 
O primeiro single e vídeo foi "You Don't Know", tema que apresenta Eminem a cantar em parceria com Ca$his, 50 Cent e Lloyd Banks, os dois primeiros a alinharem pela Shady e os outros dois pela G-Unit. O álbum conta ainda com as participações do D12, Obie Trice e Akon, e o segundo single foi "Jimmy Crack Corn" com participação de 50 Cent, que atingiu a primeira posição na Bubbling Under Hot 100 Singles, nos Estados Unidos.
Na Billboard 200, o álbum estreou na segunda posição atrás apenas do álbum Ciara: The Evolution da cantora Ciara, vendendo cerca de 309 mil cópias em sua primeira semana. O álbum foi certificado platina pela Recording Industry Association of America, vendendo 1.6 milhões de cópias nos Estados Unidos. É atualmente #18 no top álbuns compilações. O álbum, desde então, vendeu mais de 2,5 milhões de cópias em todo o mundo.
O album tem participação póstuma de Proof, que faleceu em 11 de abril de 2006.

## Lista de faixas
| N.º | Título                                                                           | Produtor        | Duração |  |
| 1.  | "Shady Narcotics (Intro)" (Eminem)                                               | Eminem          | 0:56    |  |
| 2.  | "We're Back" (Eminem, Obie Trice, Stat Quo, Bobby Creekwater, Ca$his)            | Eminem          | 3:59    |  |
| 3.  | "Pistol Pistol (Remix)" (Obie Trice)                                             | Eminem          | 2:27    |  |
| 4.  | "Murder" (Bizarre, Kuniva)                                                       | Eminem          | 2:10    |  |
| 5.  | "Everything Is Shady" (Cashis)                                                   | Rikanatti       | 4:23    |  |
| 6.  | "The Re-Up" (Eminem, 50 Cent)                                                    | Eminem          | 2:57    |  |
| 7.  | "You Don't Know" (Eminem, 50 Cent, Cashis, Lloyd Banks)                          | Eminem          | 4:17    |  |
| 8.  | "Jimmy Crack Corn" (Eminem, 50 Cent)                                             | Eminem          | 3:54    |  |
| 9.  | "Trapped" (Proof)                                                                | Eminem          | 0:58    |  |
| 10. | "Whatever You Want" (Kon Artis, Swifty McVay)                                    | Witt & Pep      | 2:48    |  |
| 11. | "Talkin' All That" (Cashis)                                                      | Rikanatti       | 4:05    |  |
| 12. | "By My Side" (Stat Quo)                                                          | Focus           | 4:08    |  |
| 13. | "We Ride for Shady" (Obie Trice, Cashis)                                         | The Alchemist   | 3:09    |  |
| 14. | "There He Is" (Bobby Creekwater)                                                 | Alchemist       | 4:27    |  |
| 15. | "Tryin' ta Win" (Stat Quo)                                                       | Alchemist       | 3:52    |  |
| 16. | "Smack That (Remix)" (Akon, Stat Quo, Bobby Creekwater)                          | Akon            | 5:14    |  |
| 17. | "Public Enemy #1" (Eminem)                                                       | Eminem          | 1:58    |  |
| 18. | "Get Low" (Stat Quo)                                                             | Dr. Dre         | 3:20    |  |
| 19. | "Ski Mask Way (Eminem Remix)" (50 Cent)                                          | Disco D, Eminem | 3:03    |  |
| 20. | "Shake That (Remix)" (Eminem, Nate Dogg, Obie Trice, Bobby Creekwater)           | Eminem          | 2:59    |  |
| 21. | "Cry Now (Shady Remix)" (Obie Trice, Kuniva, Bobby Creekwater, Cashis, Stat Quo) | Witt & Pep      | 5:12    |  |
| 22. | "No Apologies" (Eminem)                                                          | Eminem          | 4:21    |  |

## Samples
- "The Re-Up" samples de "In da Club" de 50 Cent;
- "Whatever You Want" samples de "Under Pressure" de Nick Ingram;
- "We Ride For Shady" samples de "North Face" realizada por Bobby Heath, Eric Peters e Robert Hunter;
- "There He Is" samples de "Las Tentaciones de Georgia" de Fred Bongusto;
- "Cry Now" samples de "Blind Man" de Bobby Blue Band.

## Certificações
| País           | Operadora(s) | Certificação | Vendas/Transferências |
| -------------- | ------------ | ------------ | --------------------- |
| Austrália      | ARIA         | Ouro         | 35,000                |
| Áustria        | IFPI         | Ouro         | 35,000                |
| Brasil         | ABPD         | s/c          | 10,000                |
| Índia          | IMRA         | Platina      | 12,000                |
| Suíça          | IFPI         | Ouro         | 15,000                |
| Japão          | RIAJ         | s/c          | 16,451                |
| Suécia         | IFPI         | Ouro         | 30,500                |
| Nova Zelândia  | RIANZ        | 2× Platina   | 30,000                |
| Estados Unidos | RIAA         | Platina      | 1,630,000             |
| Reino Unido    | BPI          | Ouro         | 210,000               |
| Mundialmente   | MediaTraffic | Platina      | 2,238,150             |

## Gráfico de posições dos singles
| Ano  | Música           | Gráfico de posições | Gráfico de posições              | Gráfico de posições |         |
| Ano  | Música           | Billboard Hot 100   | Hot R&B/Hip-Hop Singles & Tracks | Rhythmic Top 40     | Pop 100 |
| 2006 | You Don't Know   | #12                 | #87                              | #40                 | #16     |
| 2007 | Jimmy Crack Corn | -                   | -                                | -                   | #77     |